# Ager
Ager je řeka v Horních Rakousích; vytéká z jezera Attersee u Schörfling am Attersee a Seewalchen am Attersee a ústí jako hraniční řeka mezi obcemi Lambach a Stadl-Paura do Traunu.

## Původ názvu
Název Ager se vysvětluje odvozením od keltského "Agria"[zdroj?], což znamená „rychle se ženoucí“ - důkaz dřívějšího prudkého toku řeky.

## Historie
Řeka vznikla táním mohutného ledovce oteplováním koncem doby ledové.
V poválečné době byl Ager nejrůznějšími průmyslovými odpady značně znečištěný. Dnes po vybudování několika čistíren odpadních vod se Ager změnil k lepšímu.

## Přítoky
- Vöckla u Vöcklabrucku
- Aurach (Ager) u Wankhamu
- Redlbach krátce před Schwanenstadtem

Mimo Attersee odvodňuje Ager také Mondsee, Zellské jezero (Zeller See či Irrsee) a Fuschlsee, které jsou nyní relativně krátkými potoky propojeny.